# Stanley Mubiru
Stanley Mubiru   (valor desconegut - 1989) és un exfutbolista ugandès de la dècada de 1970.
Fou internacional amb la selecció de futbol d'Uganda.
Pel que fa a clubs, destacà a Express FC.